# Estádio Fonte Nova
Das Estádio Fonte Nova (offiziell Estádio Octávio Mangabeira) war ein Fußballstadion in der brasilianischen Stadt Salvador, Hauptstadt des Bundesstaates Bahia, im Nordosten des Landes. Es bot bis zu der Schließung wegen Baufälligkeit und Teileinsturz im Jahr 2007 Platz für 60.000 Zuschauer und war die Heimspielstätte der Fußballclubs EC Bahia und EC Vitória. Es wurde 2010 abgerissen und durch die 2013 fertiggestellte und eröffnete Arena Fonte Nova ersetzt.

## Geschichte
Das Estádio Fonte Nova in Salvador da Bahia, der drittgrößten Stadt Brasiliens, wurde im Jahre 1951 erbaut und noch im gleichen Jahr mit einem Fassungsvermögen von 35.000 Zuschauern eröffnet. Die offizielle Name lautete Estádio Octávio Mangabeira, nach dem gleichnamigen brasilianischen Politiker, der von 1947 bis 1954 Gouverneur von Bahia war. Von 1951 bis 2007 wurde das Stadion von EC Bahia als Austragungsort für Heimspiele genutzt. Der Verein wurde 1988 brasilianischer Fußballmeister.
In umfangreichen Ausbauarbeiten von 1969 bis 1971 wurde die Kapazität auf 110.000 Plätze erweitert. Der Zuschauerrekord im Stadion wurde aufgestellt, als am 12. Februar 1989 110.438 Zuschauer den 2:1-Sieg des EC Bahia über Fluminense Rio de Janeiro sahen. Durch diverse Modernisierungsarbeiten bot das Stadion zuletzt noch 60.000 Zuschauern Platz.
Die meiste Zeit seiner Existenz wurde das Estádio Fonte Nova trotz seiner Größe nur für Ligaspiele von EC Bahia genutzt. Die brasilianische Nationalmannschaft absolvierte einige seiner Freundschaftsspiele in dem Stadion sowie das Rückspiel im Finale der Copa América 1983. Sein einziges großes Turnier erlebte das Stadion, als es 1989 für acht Spiele Austragungsort für die in Brasilien stattfindende Copa América war. Für das Turnier war die Kapazität auf 30.000 Plätze eingeschränkt, weil für internationale Turniere nur Sitzplätze zugelassen waren. 

## Teileinsturz 2007 und Abriss 2010
Am 25. November 2007 gab ein Teil der oberen Tribüne nach, als die über 60.000 Fans am Ende des Drittligaspiels gegen den Vila Nova FC den erreichten Aufstieg in die zweite Liga feierten und dabei auf und ab hüpften. Sieben Menschen stürzten 20 Meter tief in den Tod, 85 Personen wurden verletzt, vier davon schwer. Kurz darauf ordnete Bahias Gouverneur Jaques Wagner die Schließung des Stadions an.
Am 30. Oktober 2007 wurde Brasilien zum Gastgeber der Fußball-Weltmeisterschaft 2014 ernannt und das Estádio Fonte Nova war als eines der Austragungsorte vorgesehen. Nach dem Einsturz am 25. November 2007 wurde beschlossen, das Stadion fast vollständig abzureißen und an gleicher Stelle ein neues Stadion zu errichten. Von Juni bis Oktober 2010 wurde der Abriss des Estádio Fonte Nova durchgeführt. Die neu errichtete Arena Fonte Nova wurde am 5. April 2013 offiziell eröffnet und bietet heute 51.900 Zuschauern Platz.

## Galerie

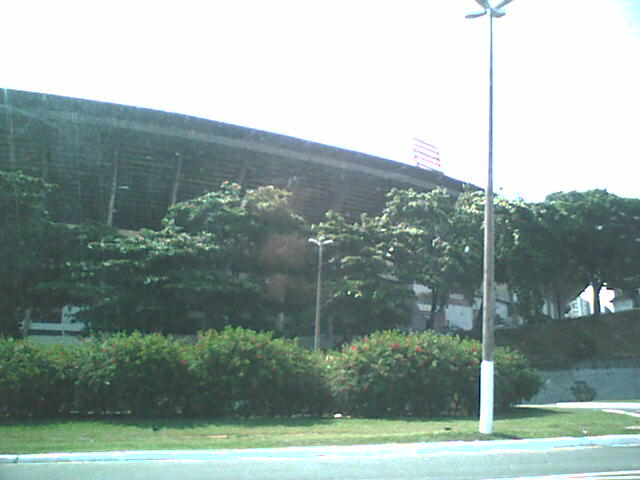
Außenansicht des Stadions
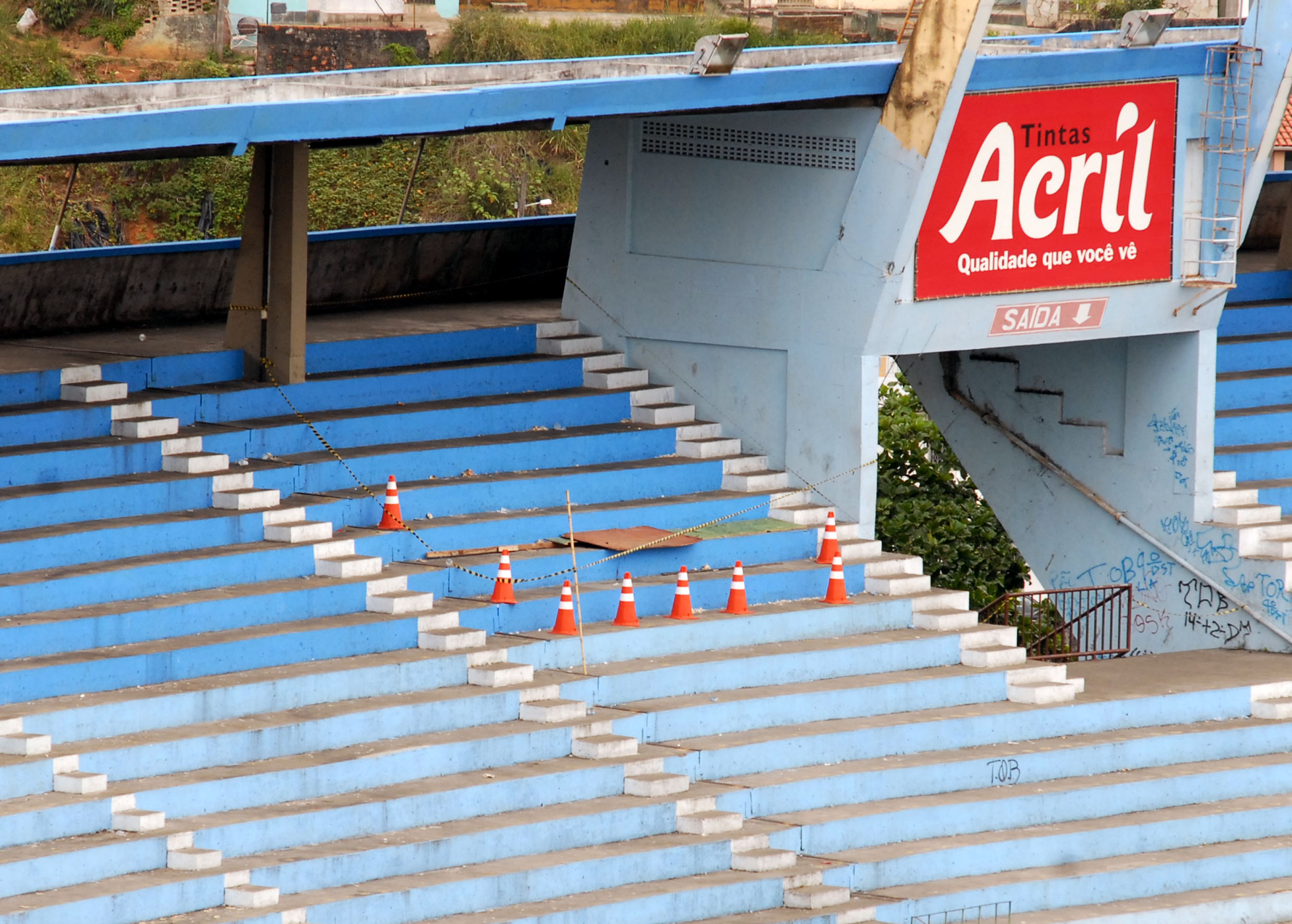
Tribüne nach dem Einsturz
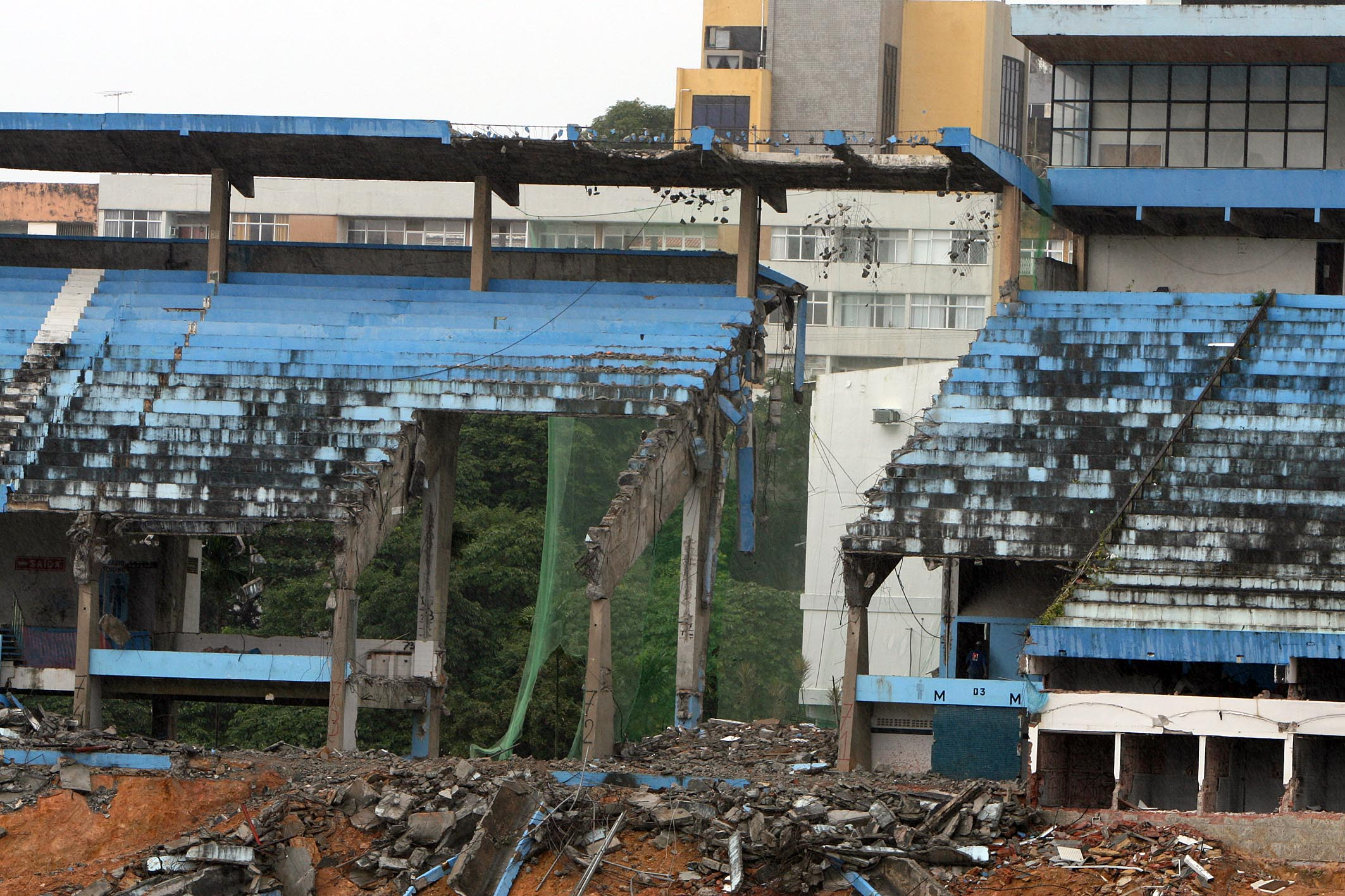
Abriss des Stadions 2010